# Fomitopsis quadrans
Fomitopsis quadrans är en svampart som först beskrevs av Berk. & Broome, och fick sitt nu gällande namn av D.A. Reid 1963. Fomitopsis quadrans ingår i släktet Fomitopsis och familjen Fomitopsidaceae.   Inga underarter finns listade i Catalogue of Life.